# Erwin Piscator
Erwin Friedrich Maximilian Piscator (Ulm, 17 dicembre 1893 – Starnberg, 30 marzo 1966) è stato un regista teatrale, regista cinematografico e critico teatrale tedesco.

## Biografia
Discendente di un'antica famiglia protestante tedesca, suo avo era Johannes Piscator (27 marzo 1546 – 26 luglio 1625) noto teologo che tradusse la bibbia in lingua tedesca nel 1600.

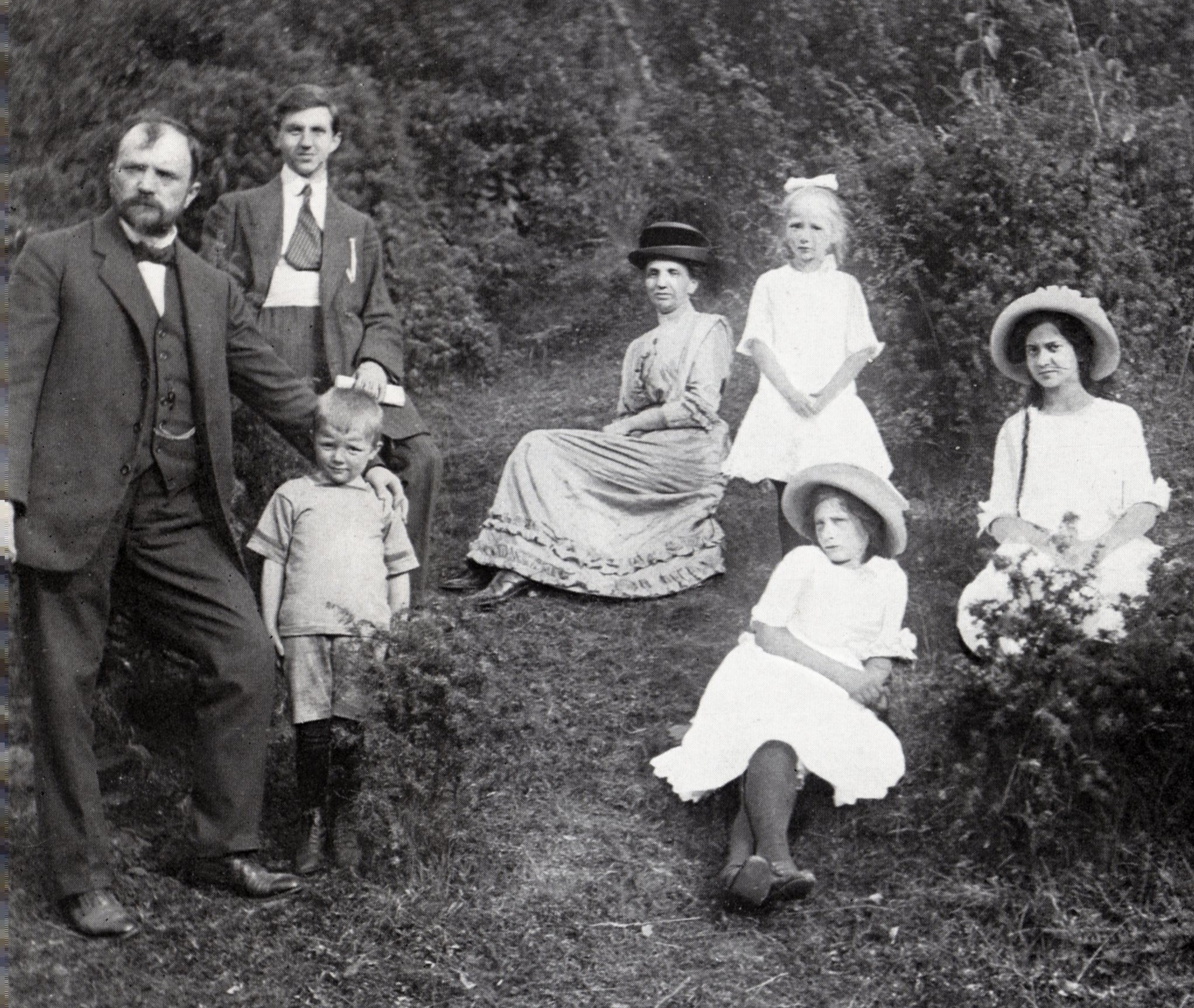
Piscator, il secondo da sinistra, fotografato assieme alla sua famiglia nel 1906

Nel 1913 frequentò l'università a Monaco e lavorò come volontario allo Hoftheater della città.
Partecipò alla prima guerra mondiale come soldato sul fronte di Ypres, e fece parte del Consiglio dei Soldati del suo reparto. Sensibile alle avanguardie dei primi anni del novecento, aderì al movimento contestatore dadaista, insieme al pittore George Grosz.
Nel 1919 aprì e diresse il teatro Das Tribunal a Könisberg, in cartellone opere di August Strindberg, Frank Wedekind, Heinrich Mann e Carl Sternheim.
Si trasferì a Berlino dove, nel 1920 fondò il Ploretarisches Theater, dove rappresentò, tra le altre, opere  come Die Feinde (I nemici) di Maksim Gor'kij  e Die Kanaker (I Canachi) di Franz Jung.
Con Hans J. Rehfisch nel 1922 prese  in gestione il Central Theater di Berlino. In cartellone opere di Maksim Gor'kij, Romain Rolland e Lev Tolstòj. Nel 1924 rappresentò Fahnen (Bandiere), di Alfons Paquet (26 gennaio 1881 Wiesbaden, 8 febbraio 1944 Francoforte), al teatro Volksbühne di Berlino (Theater am Bülowplatz), la sua prima di una lunga serie di rappresentazioni, fino al 1927, dove lasciò per dissidi con la direzione del teatro, dovuti alla radicale originalità delle messe in scena e ai pesanti cambiamenti attuati da Piscator ai testi rappresentati.

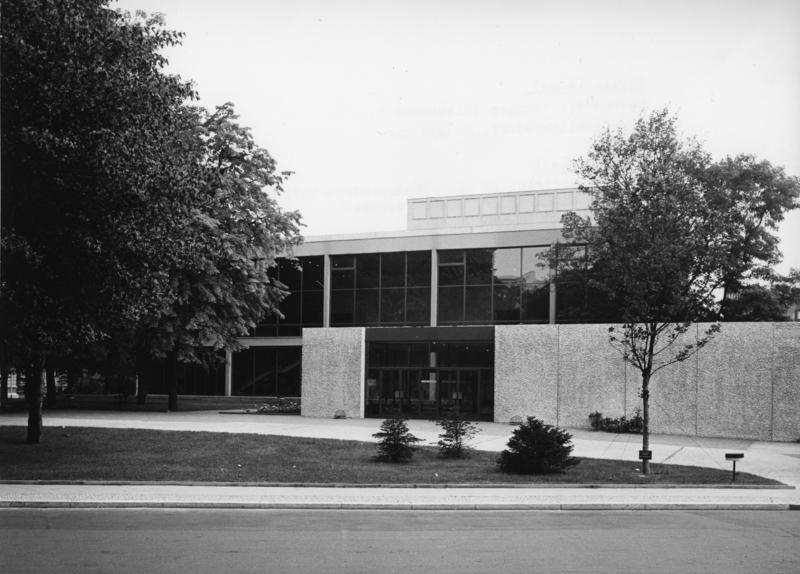
Il teatro "Freien Volksbühne" a Berlino nel 1964

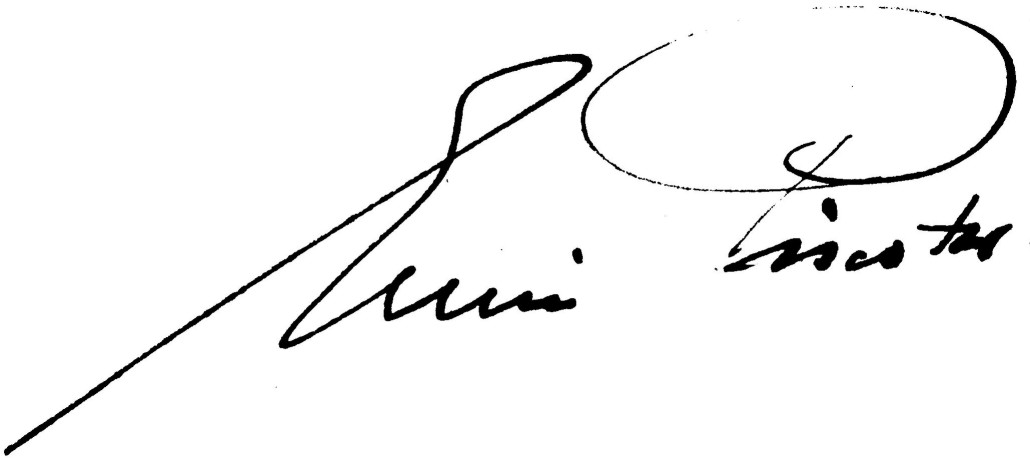
Autografo di Piscator

Nello stesso anno fondò il teatro Piscator-Bühne (un collettivo di scrittura teatrale del quale fecero parte Bertolt Brecht e Alfred Döblin) nella Nollendorfplatz di Berlino dove rappresentò Hoppla, wir leben! (OPLÀ, noi viviamo!) di Ernst Toller. Seguirono numerose rappresentazioni fra cui,nel 1927, Der Abenteuer des braven Soldaten Schwejk (Il buon soldato Sc'vèik) di Max Brod e Max Reimann, basato sulle opere di Jaroslav Hašek e arricchito da una scenografia creata con disegni di George Grosz.
Utilizzò nelle sue messe in scena macchinari teatrali e costruzioni sceniche complesse. In Le avventure del prode soldato Schwejk (Die Abenteuer des braven Soldaten Schwejk) gli attori camminavano su tapis roulant, in senso inverso, con l'intenzione di esprimere l'ansia e l'inevitabilità degli eventi bellici. In collaborazione con l'architetto Walter Gropius, progettò un 'Teatro totale' in cui lo spettatore si trovava coinvolto all'interno di una macchina teatrale mobile e tecnologicamente avanzata.
Di impostazione marxista, nel 1929 scrisse Il teatro politico (Das Politische Theater), un testo in cui espresse la sua idea di realizzazione teatrale. Il suo teatro, propagandistico ed "educativo", aveva l'intenzione di risvegliare la coscienza politica dello spettatore.
Nel 1931, dopo un breve fermo di polizia, si recò in Unione Sovietica dove girò il film Der Aufstand der Fischer (La rivolta dei pescatori) (1936) basato sull'opera di Anna Seghers. Intorno a questo «interessante e singolare film», unico prodotto cinematografico di Piscator, Georges Sadoul ha scritto che la «sceneggiatura, troppo densa di ricercatezze per riuscire sempre comprensibile, contiene parti bellissime, (...) quale entusiastica testimonianza di volontà di fare del cinema politico». La novità del linguaggio cinematografico di Piscator consiste nel «montaggio critico-oggettivo di pezzi "neorealistici"».
Il capodanno del 1939 si trasferì negli Stati Uniti, a New York, dove creò la scuola di arte drammatica Dramatic Workshop, che ebbe tra i suoi allievi Tennessee Williams, Marlon Brando, Tony Curtis e Judith Malina. Diresse i teatri President Theater e Roof top Theater.
Incontrando difficoltà nel suo lavoro per l'azione della commissione McCarthy, nel 1951 tornò in Germania (Berlino Ovest), dove lavorò come regista ospite in numerosi teatri.
Nel 1956 fu nominato accademico della Deutsche Akademie der darstellenden Künste (Accademia tedesca delle arti visive). Nel 1962 assunse l'incarico di sopraintendente del teatro Freie Volksbühne di Berlino, dove vennero rappresentate molte prime assolute tra cui Die Ermittlung (L'istruttoria) di Peter Weiss (1965) con la collaborazione musicale di Luigi Nono. Morì a Starnberg nel 1966 ed è sepolto nel Waldfriedhof Zehlendorf a Berlino.

## Pubblicazioni
- Erwin Piscator: Il Teatro Politico. Prefazione e traduzione di Alberto Spaini. Torino: Giulio Einaudi 1960 (Saggi, 263).
- Erwin Piscator 1893-1966. A cura di Paolo Chiarini. Roma: Officina 1978 (Collana del Teatro di Roma, 3; Catalogo della Mostra tenuta a Milano nel 1978-1979).

## Filmografia
- Vosstanie rybakov (La rivolta dei pescatori) (1934)